# Sebaldo de Núremberg
Sebaldo o Sinibaldo de Núremberg fue un eremita legendario, misionero en Franconia. Es venerado como santo por diversas confesiones cristianas, y como santo patrón de la ciudad de Núremberg.

## Leyenda
No hay datos ciertos de la vida del santo, y toda es legendaria. Es posible que existiese un eremita en el bosque de Poppenreuth, cercano a Núremberg, y que muriese en lor de santidad. A partir de esta fecha, se desarrolló una serie de leyendas.
Una de ellas, fechada hacia el 1280, dice que Sebaldo era contemporáneo de Enrique III el Negro (muerto en 1056) y nacido en Franconia. Después de haber peregrinado a Italia, predicó en Núremberg. Otras fuentes dicen que era un noble franco que se encontró en Italia con los santos Willibaldo y su hermano Winebaldo (que vivieron en el siglo VIII) y que se hizo misionero en el Reichswald (los bosques que rodean Núremberg). Otras leyendas lo hacen hijo del rey de Dinamarca o estudiante en París, donde se casó con una princesa francesa a la que dejó la misma noche de bodas para consagrarse a la religión. Entonces marchó a Roma, donde el papa le confirió la misión de predicar y evangelizar la región de Núremberg.

## Veneración
Aunque no ha habido pruebas de que realmente existiese, su culto se asocia a Núremberg, que se erigió como lugar de peregrinaje. Este culto se testimonia ya en 1072 en la crónica de Lamberto de Hersfeld. En 1255, se le consagró la parroquia reconstruidas, en la que se depositaron sus supuestas reliquias. En 1397 se llevaron a la iglesia de Sankt Sebaldus, donde solían salir en procesión cada año. En 1508-19, Peter Vischer el Viejo y sus hijos construyeron la tumba de bronce que hoy hay en San Sebaldo, obra maestra del Renacimiento alemán.
El 26 de marzo de 1425 fue canonizado formalmente por Martín V, a instancia del Consejo Municipal de Núremberg.